# 嵬名阿埋
嵬名阿埋，西夏将领，党项族，嵬名氏。
嵬名阿埋担任六路都统军，英勇善战。永安元年（1098年）正月，与监军妹勒都逋以畜牧为名，屯兵平夏（今宁夏固原市西北）境内，想要等到黄河冻解进攻宋朝。因丧失防备，被宋军所败，他本人被擒，于是归降。永安二年正月，向宋朝献计，请以三万人攻取西夏灵州（今宁夏灵武市东南），宋朝河东统制张世永派副将折可大领兵入夏境，抵藏才山，与夏军作战。